# Islas Marshall en los Juegos Olímpicos de Tokio 2020
Las Islas Marshall estuvieron representadas en los Juegos Olímpicos de Tokio 2020 por dos deportistas, un hombre y una mujer, que compitieron en natación. El responsable del equipo olímpico es el Comité Olímpico Nacional de las Islas Marshall, así como las federaciones deportivas nacionales de cada deporte con participación.
Los portadores de la bandera en la ceremonia de apertura fueron los nadadores Phillip Kinono y Colleen Furgeson.

## Natación
Varonil
| Atleta         | Evento      | Heat                                                       | Heat | Semifinal    | Semifinal    | Final        | Final |
| Atleta         | Evento      | Tiempo                                                     | Pos. | Tiempo       | Pos.         | Tiempo       | Pos.  |
| -------------- | ----------- | ---------------------------------------------------------- | ---- | ------------ | ------------ | ------------ | ----- |
| Phillip Kinono | 50 m libres | 27.86 Archivado el 8 de agosto de 2021 en Wayback Machine. | 6    | No clasificó | No clasificó | No clasificó | 70    |

Femenil
| Atleta           | Evento      | Heat                                                       | Heat | Semifinal    | Semifinal    | Final        | Final |
| Atleta           | Evento      | Tiempo                                                     | Pos. | Tiempo       | Pos.         | Tiempo       | Pos.  |
| ---------------- | ----------- | ---------------------------------------------------------- | ---- | ------------ | ------------ | ------------ | ----- |
| Colleen Furgeson | 100 m libre | 58.71 Archivado el 8 de agosto de 2021 en Wayback Machine. | 5    | No clasificó | No clasificó | No clasificó | 44    |